# 中国知识产权裁判文书网
中国知识产权裁判文书网，由最高人民法院政务网站统一管理，公布中国知识产权裁判文书。

## 简介
2006年3月10日，最高人民法院召开新闻发布会，最高人民法院新闻发言人孙华璞宣布，由最高人民法院知识产权审判庭、中国法院网联合主办的中国知识产权裁判文书网正式开通。2010年底起，中国知识产权裁判文书网由“最高人民法院政务网站”统一管理。2011年4月21日，最高人民法院举行“中国知识产权裁判文书网”重新开通仪式，这是最高人民法院2011年全国知识产权宣传周活动之一，中国知识产权裁判文书网启用新域名ipr.court.gov.cn重新开通。现中国知识产权裁判文书网无法访问。